# En studie i skräck
En studie i skräck (engelska: Tales of Terror) är en amerikansk skräckfilm från 1962 i regi av Roger Corman. Det är en episodfilm med tre separata segment, manuset skrevs av Richard Matheson efter Edgar Allan Poes noveller "Morella", "The Black Cat", "The Facts in the Case of M. Valdemar" och "A Cask of Amontillado" (den sistnämnda vävs ihop med "The Black Cat"). Vincent Price är med i samtliga segment, bland övriga roller märks Peter Lorre och Basil Rathbone.

## Om filmen
En studie i skräck är den fjärde av Cormans Poe-filmatiseringar, och den tredje med Vincent Price i huvudrollen. Corman har sagt att han vid det här laget var tämligen trött på Poe-filmatiseringarna, men filmbolaget ville på grund av de tidigare framgångarna med Gäst i skräckens hus och Dödspendeln att han skulle fortsätta.
Corman ville därför försöka något nytt, och introducerade ett visst mått av humor i segmentet "The Black Cat" med en scen där Price och Lorre provsmakar vin och berusar sig. Då experimentet blev lyckat och filmen blev en stor framgång bestämde sig Corman och Matheson för att fortsätta med humorfylld skräck i nästa Poe-film, Korpen, där Price och Lorre återigen spelar mot varandra. Den följdes sedan av Skri av fasa (1963), De blodtörstiga (1964) och Mannen i vaxkabinettet (1965).

## Rollista

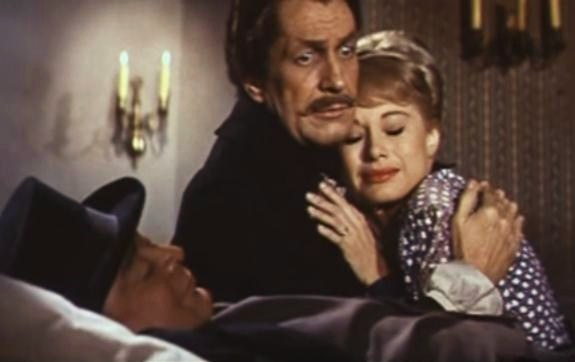
Peter Lorre, Vincent Price och Joyce Jameson i filmens trailer.

- Vincent Price – Locke / Fortunato Luchresi / Ernest Valdemar
- Maggie Pierce – Lenora (segmentet "Morella")
- Leona Gage – Morella (segmentet "Morella")
- Edmund Cobb – chaufför (segmentet "Morella", som Ed Cobb)

- Peter Lorre – Montresor (segmentet "The Black Cat")
- Joyce Jameson – Annabel (segmentet "The Black Cat")
- Lennie Weinrib – polis (segmentet "The Black Cat")
- Wally Campo – Barman Wilkins (segmentet "The Black Cat")
- Alan DeWitt – Chairman of Wine Society (segmentet "The Black Cat", som Alan DeWit)
- John Hackett – polis (segmentet "The Black Cat")

- Basil Rathbone – Carmichael (segmentet "The Case of M. Valdemar")
- Debra Paget – Helene (segmentet "The Case of M. Valdemar")
- David Frankham – Dr. James (segmentet "The Case of M. Valdemar")